# Levi Strauss (jeans)
Pour les articles homonymes, voir Levi Strauss.
Ne doit pas être confondu avec Lewis Strauss.
Levi Strauss (/ˈlivaɪ ˈstɹaʊs/), né Löb Strauß (/løːp ˈʃtʁaʊs/) le 26 février 1829 à Buttenheim et mort le 26 septembre 1902, est un homme d'affaires et philanthrope américain d'origine allemande inventeur du blue-jeans. Il fonde en 1853, à l'âge de 24 ans, la compagnie de vêtement connue mondialement pour ses blue-jeans Levi Strauss & Co.

## Biographie

### Enfance

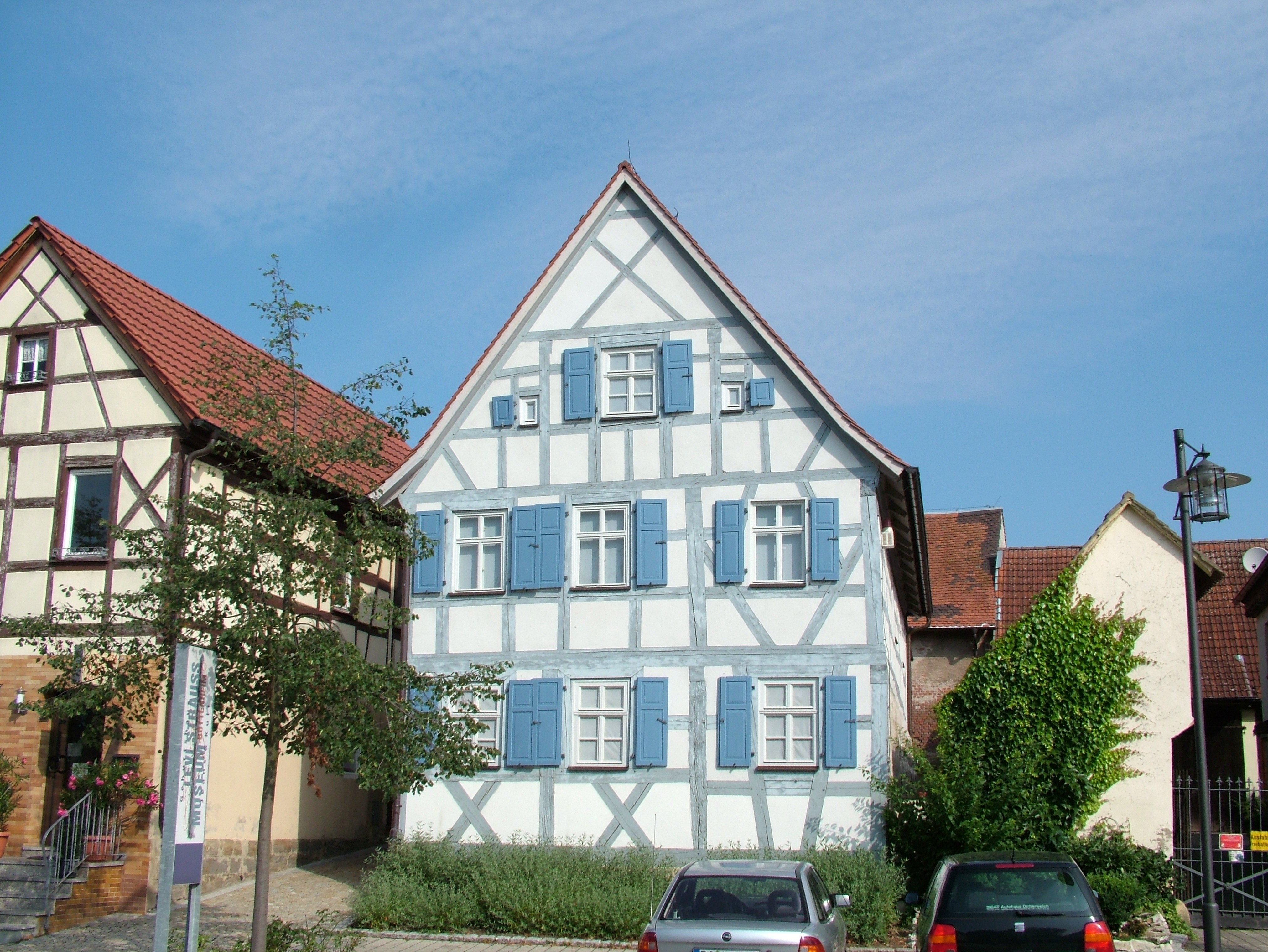
Maison de naissance de Levi Strauss à Buttenheim.

Löb Strauß est né le 26 février 1829 à Buttenheim, en royaume de Bavière, de Hirsch Strauß et de sa seconde épouse Rebecca Haas Strauß, des juifs ashkénazes. Il a pour nom de naissance Löb (ou Loeb) Strauß. Il a trois frères et trois sœurs aînés.
Son père succombe en 1846 de la tuberculose et un an plus tard, Rebecca, Loeb, Fanny, la sœur aînée Maila émigrent à New York pour rejoindre ses frères, Jonas et Louis, qui travaillent dans le domaine du textile et autres objets (appelés alors dry goods, « produits secs »). Ces derniers ont ouvert un commerce de gros appelé J. Strauss Brother & Co. C'est ainsi que le jeune Loeb débute dans le métier en étant colporteur de marchandises du magasin : il vend bouilloires, couvertures et articles de mercerie,.
Vers 1850, il commence à se faire appeler « Levi » plutôt que « Loeb » par son entourage, et dans le recensement de cette année-là, son prénom est transcrit en « Levy ».

### Levi Strauss & Co.

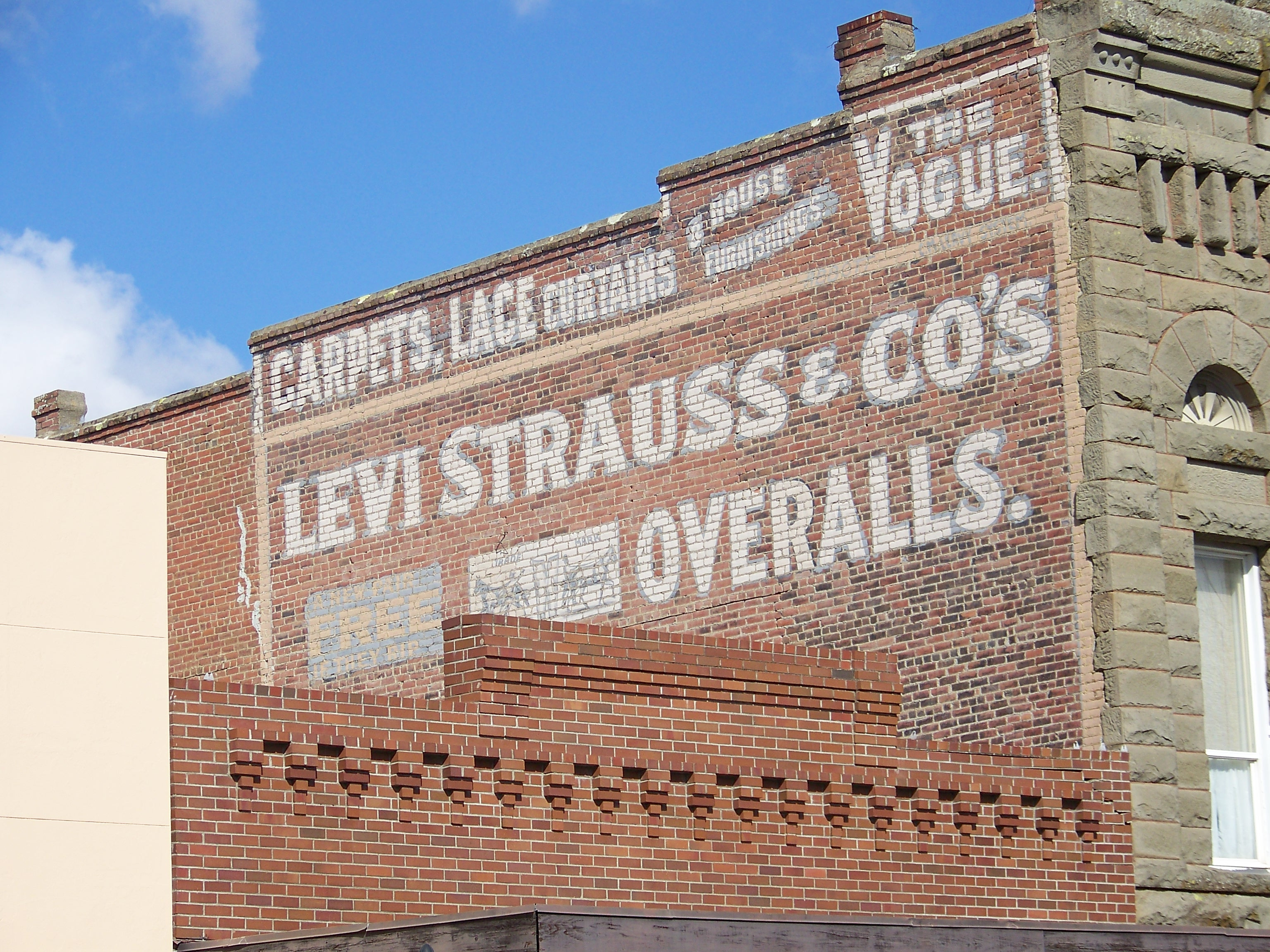
Ancienne publicité murale à Woodland en Californie.

Quand les nouvelles de la ruée vers l’or en Californie se font entendre à l'ouest du pays, Levi déménage dans un premier temps à Louisville dans le Kentucky puis à San Francisco en Californie pour faire fortune et ouvrir un commerce de tissus. Il fonde l'entreprise Levi Strauss & Co.. Sa société importe de la mercerie, des vêtements, sous-vêtements, parapluies, mouchoirs, rouleaux de tissu et les vend aux petits magasins qui surgissent dans toute la Californie et qui ont contribué à équiper les mineurs de la ruée vers l'or et à terme, les nouvelles familles qui ont commencé à peupler les régions de l'Ouest.
En janvier 1853, il devient citoyen américain et prend le prénom de « Levi » (son nom hébraïque).
La première adresse où Levi dirige ses affaires est au 90 Sacramento Street, et le nom de son entreprise est simplement « Levi Strauss ». Dans les années 1850, cet endroit est très proche du front de mer, et donc pratique pour la réception et la vente des marchandises qui arrivent par bateau par son frère Jonas, basé à New York.
En 1856, comme son commerce et sa réputation s'élargissent, Levi déménage l'entreprise au 62 Sacramento Street, puis au 63 et 65 Sacramento. À cette époque, David Stern (1820–1875) marié à sa sœur Fanny Strauss est associé à l'entreprise. En 1858, il est répertorié dans l'annuaire de San Francisco comme copropriétaire de l'entreprise sous le nom de « Strauss, Levi (David Stern & Lewis Strauss) importateurs de vêtements », où Stern est directeur et Strauss directeur des ventes de l'entreprise. En 1861, l'entreprise déménage à nouveau au 317 Sacramento Street, et en 1863, la société est rebaptisée « Levi Strauss & Co ». Puis, en 1866, Levi déplace encore le siège pour s'installer dans de plus grands locaux au 14-16 Battery Street, où il reste pendant quarante ans. Outre une activité de grossiste en tissus, l'entreprise distribue des bottes et vêtements de travail mais n'a aucune activité de production de vêtements.
Trentenaire, Levi Strauss est déjà une figure bien connue dans la ville. Il est actif dans les affaires et la vie culturelle de San Francisco, et soutient activement la communauté juive, dont le Temple Imanu-El (signifiant en hébreu « Dieu est avec nous », nom très ancien qui devient plus tard, sous sa forme latine « Emmanuel »), première synagogue de la ville. Malgré sa stature d'homme d'affaires important, il insiste pour que ses employés l'appellent « Levi », et non pas « Mr. Strauss ».
En 1872, Jacob Davis, tailleur de Reno dans le Nevada mais aussi l'un des clients réguliers de Levi Strauss (il achetait des rouleaux de tissu de la société pour les utiliser pour sa propre entreprise), écrit à Levi Strauss pour lui parler d'un procédé qu'il a inventé pour riveter les coins des poches sur les pantalons d'homme. Il veut faire breveter cette idée nouvelle, mais a besoin d'un partenaire d'affaires, ainsi il propose de breveter le procédé en commun. Levi est enthousiasmé par l'idée et le brevet est accordé aux deux hommes le 20 mai 1873 ; le blue jeans est né.
Levi Strauss sachant que la demande serait intéressante pour ces rivets de « salopettes cintrés » (l'ancien nom de jeans), fait venir Jacob Davis à San Francisco afin de superviser la première installation de fabrication de la côte ouest. Il est possible que la première fabrication des jeans ait été réalisée par des couturières qui travaillaient de chez elles. Dans les années 1880, Levi loue des locaux d'usine, puis ouvre sa propre usine au sud de Market Street. Le célèbre Jean 501 connu à l'époque simplement comme « XX » - est rapidement un best-seller, tout comme les autres produits rivetés ajoutés aux nouvelles lignes fabriquées par Levi et Jacob.
Comme la fin du XIXe siècle approche, Levi est toujours impliqué dans le fonctionnement au jour le jour de l'entreprise, mais pense qu'il devrait faire entrer ses neveux dans l'entreprise à ce moment-là[réf. souhaitée]. En effet leur père, David Stern est mort en 1874 et ses quatre fils, Jacob, Sigmund, Louis et Abraham doivent travailler désormais avec leur oncle Levi. 1890 est l'année durant laquelle le « XX » devient le « Levi's 501 » quand Levi et ses neveux constituent officiellement la société[réf. souhaitée].

### Diversification et philanthropie

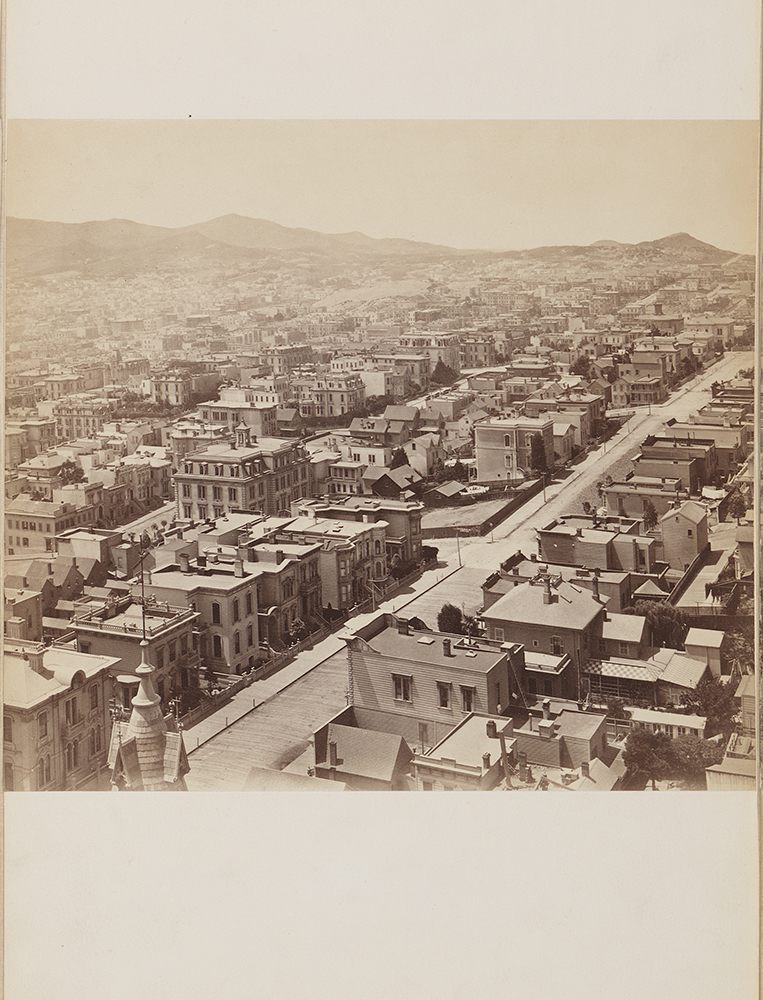
Vue de San Francisco avec notamment la maison de Levi Strauss et au loin les sommets des montagnes de Twin Peaks, 1877.

Levi effectue d'autres activités professionnelles au cours de sa carrière. Il devient un membre fondateur et trésorier de la chambre de commerce de San Francisco en 1877. Il est directeur de la Banque du Nevada, de la Liverpool, London and Globe Insurance Company et de la San Francisco Gas and Electric Company. En 1875, Levi et deux associés achètent la Mission and Pacific WooleMills, propriété de l'ancien milliardaire William Chapman Ralston, et le tissu de l'usine est utilisé pour faire la « couverture doublée » des pantalons et manteaux de la Levi Strauss & Co..
Il est également un des plus grands philanthropes de la ville. Levi Strauss est un contributeur important du Pacific Hebrew Orphan Asylum and Home, de l'Eureka Benevolent Society, du Hebrew BoardRelief et fournit les fonds pour vingt-huit bourses d'études à l'Université de Californie, en 1897,,.
En 1895, lui et un certain nombre d'autres éminents Sanfranciscains apportent des fonds pour construire un nouveau chemin de fer de San Francisco à la vallée de San Joaquin, dans un projet qui a échoué.
S'il n'est pas l'inventeur du rivet, Levi Strauss se caractérise par un sens des affaires. C'est lui qui privilégie le pantalon à la salopette et qui initie la communication de la marque[réf. souhaitée] :
- étiquette au dos en cuir avec le dessin symbolisant la résistance du pantalon en 1886 ;
- bon de garantie en 1892 ;

### Mort

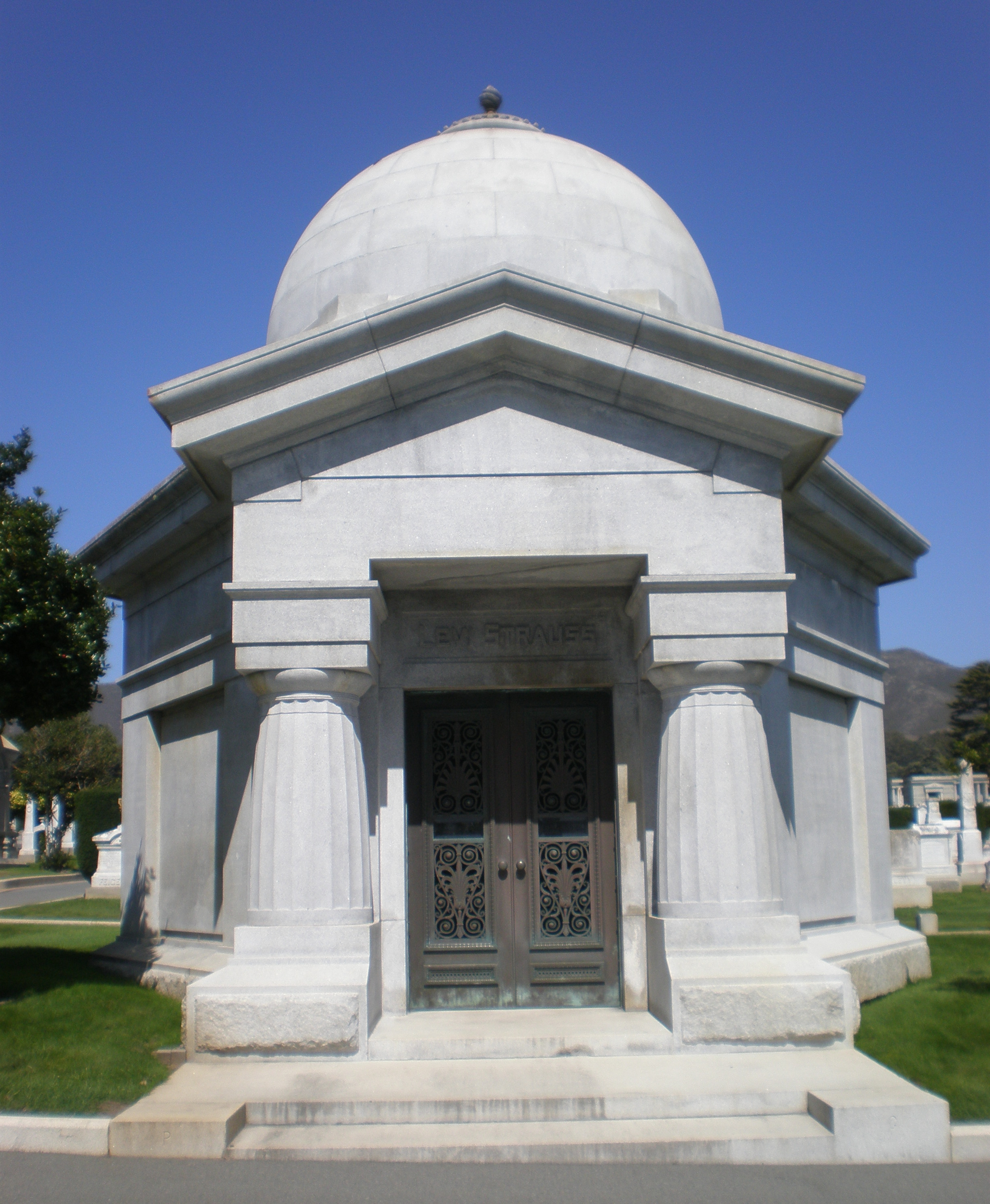
Mausolée Levi Strauss au cimetière de Colma en Californie.

Durant la semaine du 22 septembre 1902, Levi commence à se plaindre de sa mauvaise santé. Pourtant, le soir du vendredi 26, se sentant mieux, il participe au dîner de famille à la maison sur Leavenworth Street, qu'il partage alors avec la famille de Jacob Stern. Il se réveille brièvement dans la nuit, et dit à l'infirmière en présence qu'il se sent « aussi confortable que possible malgré les circonstances ». Finalement, il meurt le jour même, le vendredi 26 septembre 1902 à l'âge de 73 ans.

Sa mort fait les gros titres en ce dimanche 28 septembre dans l'édition du San Francisco Call qui écrit à propos de Levi Strauss : 
« L'équité et l'intégrité dans ses relations avec ses facteurs orientaux et ses clients, et la libéralité envers ses employés ont rapidement donné à la maison une position sans pareille sur la côte ». 
Le San Francisco Board of Trade ajoute à l'éloge : 
« Les grandes causes de l'éducation et de la charité ont également subi une perte éclatante dans la mort de Mr. Strauss, dont les splendides dotations à l’Université de Californie sera un durable témoignage de sa valeur en tant que libéral, à l'esprit public citoyen et dont les innombrables actes de charité sans ostentation dans lesquels ni la race ni la croyance n'étaient reconnues, ont illustré son amour et sa large et généreuse sympathie pour l'humanité ».
Le lundi 29 septembre, jour de ses funérailles, les entreprises locales sont fermées temporairement afin que leurs propriétaires puissent assister à la cérémonie. L'éloge est lu à la maison Levi's par le Temple Emanu-El ; tout de suite après, les employés de la société escortent le cercueil à la station de chemin de fer du Sud du Pacifique, où Strauss est transporté jusqu'au Hills of Eternity Cemetery (en) (maintenant Home of Peace Cemetery) à Colma, situé au sud de San Francisco.

## L'après Levi Strauss

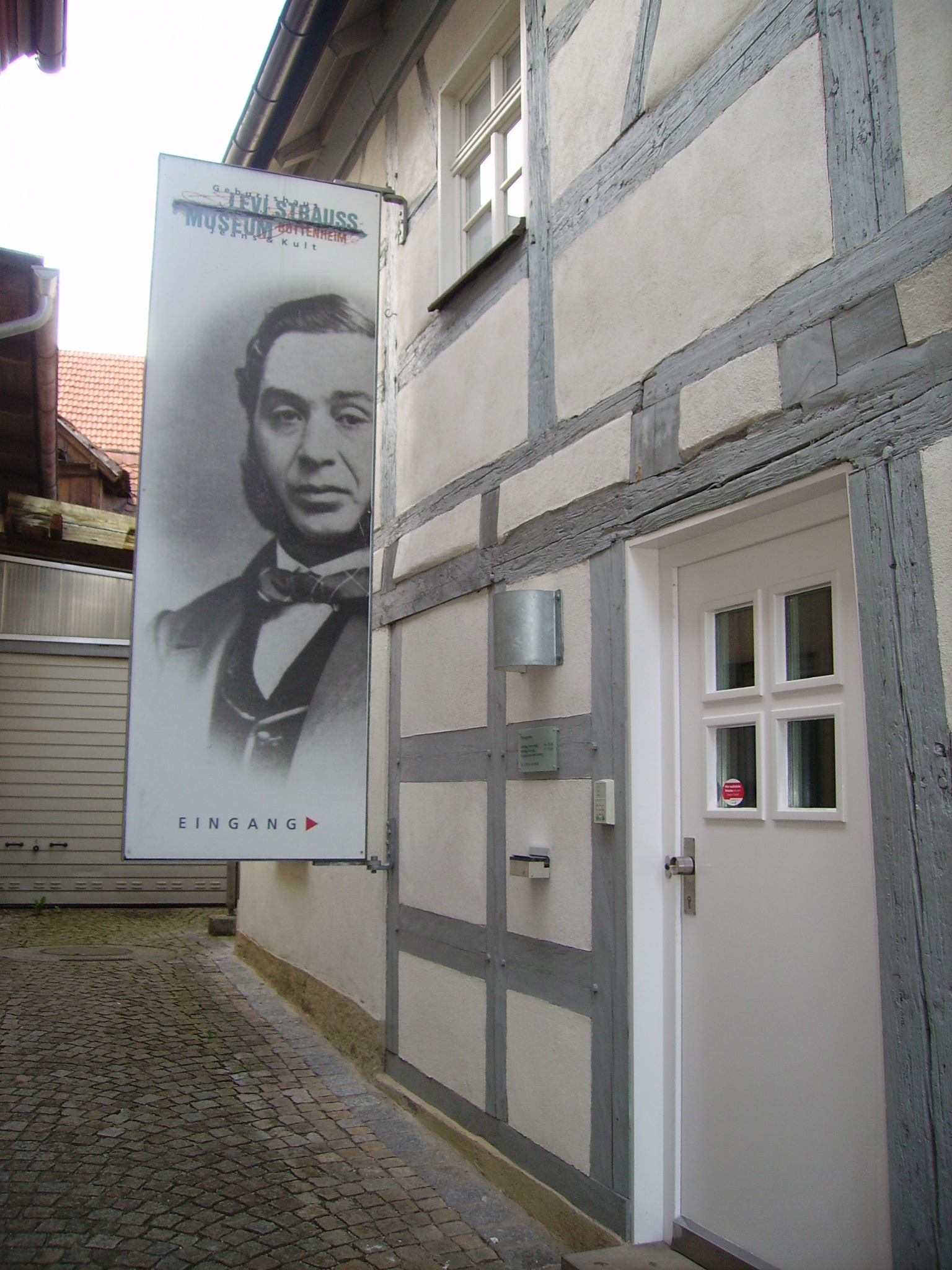
Musée Levi Strauss à Buttenheim.

Après la mort de Levi Strauss, ses quatre neveux, Jacob, Sigmund, Louis et Abraham Stern, enfants de sa sœur Fanny, héritent de l'entreprise.
Quatre ans plus tard, le séisme de 1906 à San Francisco dévaste la ville. Le siège de Levi Strauss & Co. sur Battery Street compte parmi les bâtiments qui ne survivent pas à la catastrophe. Le bâtiment a résisté au tremblement de terre, mais pas au feu, qui a fait rage pendant trois jours : tous les articles de mercerie, meubles et dossiers de l'entreprise sont détruits. L'usine subit le même sort. Cela représente une grande perte, mais ne marque pas la fin de la société.
Les frères Stern font des plans pour une nouvelle installation et une nouvelle usine, comme l'oncle Levi aurait sans doute fait. Ils continuent également à payer les salaires des employés et les crédits accordés à d'autres, moins chanceux en tant que marchands jusqu'à ce qu'ils puissent se remettre sur leurs pieds car, bien que les bâtiments et les usines aient diminué, l'entreprise construite par Levi Strauss est un socle solide, en raison de sa clairvoyance, son sens des affaires et de son dévouement à la qualité.
Le seul enfant de Sigmund Stern, Elise, épouse Walter A. Haas dont les descendants sont les propriétaires actuels de Levi Strauss & Co.
En 1994, Levi Strauss est intronisé au Hall of Great Westerners du National Cowboy & Western Heritage Museum.

## Filmographie
- Pionniers et millionnaires : Levi Strauss, pour une paire de jean’s, de Christoph Weinert (2009), 43 min, documentaire TV Arte.